# Elizabeth Short
Elizabeth Short (Boston, Massachusetts, 29 de julio de 1924-Los Ángeles, California, c. 15 de enero de 1947) fue una aspirante a actriz, víctima de asesinato, en un caso que fue muy publicitado. Apodada por los medios de ese entonces como «La Dalia Negra», fue hallada muerta con mutilaciones graves y su cuerpo cortado en dos el 15 de enero de 1947, en un lote vacío en Leimert Park, en Los Angeles.
Asesinada por Cleo Short, su caso ha originado muchas suposiciones y ha servido de inspiración para películas y libros. Se le llama La Dalia Negra porque en los días previos a su muerte se había estrenado la película La dalia azul,[cita requerida], que trataba de la desaparición de una chica a la que luego encontraron muerta.

## Biografía
Elizabeth Short nació en Hyde Park, Boston, Massachusetts. Fue educada en Medford por su madre, Phoebe Mae Sawyer, después de que su padre, Cleo Short, las abandonara a ella y a sus cuatro hermanas, en octubre de 1930, simulando un suicidio al dejar su coche en un puente.

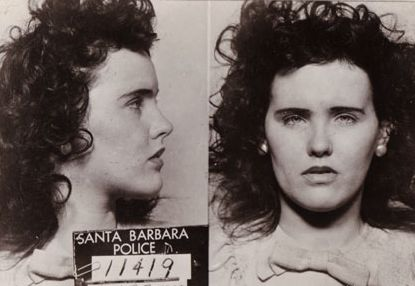
Foto policial de Elizabeth Short, tras su arresto, por consumo de alcohol siendo menor de edad, el 23 de septiembre de 1943.

Aquejada de asma, Short pasó sus veranos en Medford y sus inviernos en Florida en casa de amigos de su madre. A la edad de diecinueve años fue a Vallejo, California, a vivir con su padre, que volvió a ponerse en contacto con ellas. Su esposa no le perdonó y le indicó que no quería volver a saber de él, pero Short decidió aprovechar la oportunidad para estar más cerca de Hollywood, para así convertirse en una famosa actriz, su gran sueño. Los dos se trasladaron a Los Ángeles a principios de 1943, pero su padre quería poco menos que una criada que le hiciera la comida y le limpiara la casa, y su hija tenía muy claro que no quería una vida convencional. Después de una intensa discusión ella se fue, consiguiendo un puesto de trabajo en un intercambio en el Campamento Cooke (actual Base Vandenberg de la Fuerza Aérea), cerca de Lompoc. Se trasladó a Santa Bárbara, donde fue detenida el 23 de septiembre de 1943, por beber siendo menor de edad, y fue devuelta a Medford por las autoridades juveniles. En los tres años siguientes residió en distintas ciudades de Florida, con ocasionales viajes de regreso a Massachusetts para visitar a su madre. Obtenía dinero, la mayoría de las veces, trabajando como camarera.
En Florida conoció a Matthew M. Gordon Jr., quien era parte de la 2.ª Comandancia Aérea y de capacitación para el despliegue en el CBI (China-Birmania-India). Short le dijo a algunos amigos que Gordon le había escrito una carta desde la India proponiéndole matrimonio, mientras se recuperaba de un accidente aéreo que había sufrido cuando trataba de rescatar a un piloto derribado. Ella aceptó su propuesta, pero Gordon Jr. murió poco tiempo después en un accidente, el 10 de agosto de 1945, antes de que pudiera regresar a los Estados Unidos. Más tarde se llegaría a decir que ellos se casaron y tuvieron un hijo que murió, ignorando que la autopsia reveló que ella nunca había estado embarazada ni había dado a luz. Aunque los amigos de Gordon confirmaron que existió una relación entre él y Short, después del asesinato la familia del prometido negaría cualquier relación entre ambos.
Después de la muerte de su prometido, Short regresó al sur de California a principios de 1946 para encontrarse con un antiguo novio que había conocido también en Florida durante la guerra, el teniente Gordon Fickling, que estaba viviendo en Long Beach. Cansado de los flirteos de Beth, él se marchó a Carolina del Norte, pero continuaron en contacto por carta. La última que recibió de ella tenía la fecha del 8 de enero de 1947 y le contaba que planeaba irse a Chicago para trabajar como modelo. Durante los seis meses previos a su muerte residió en el sur de California, principalmente en el área de Los Ángeles, viviendo en varios hoteles, edificios de apartamentos, pensiones y casas privadas, sin quedarse en ningún espacio por mucho más de unas pocas semanas. Los salarios que obtenía como eventual camarera los gastaba en ropa y maquillaje, pues albergaba la esperanza de que un cazatalentos de Hollywood la descubriera.
Tan pronto como se descubrió el cadáver, el diario Los Angeles Herald-Express y el sensacionalista The Examiner aprovecharon la cercana relación que todos los periódicos tenían con el departamento de policía de Los Ángeles. Oficialmente el caso sigue abierto, y en la actualidad el Hotel Biltmore sirve un cóctel llamado Dalia Negra, realizado con vodka, licor de frambuesa negra Chambord y Kahlua. La bebida, tal vez apropiadamente, tiene un sabor amargo.

## Muerte y tanatología

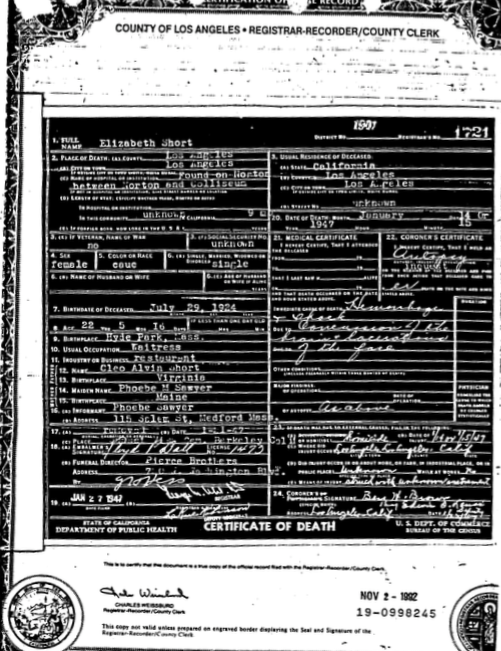
Certificado de muerte de Short (1947)

El cuerpo de Elizabeth Short fue encontrado en un lote vacío, en el distrito de Leimert Park de Los Ángeles el 15 de enero de 1947, abandonado en un terreno baldío al lado oeste del sur de la avenida Norton, entre las calles Coliseum y West 39th. El cuerpo fue descubierto por una vecina llamada Betty Bersinger, que estaba caminando con su hija de tres años. En principio, Bersinger creyó que se trataba de un maniquí roto, pero al acercarse comprobó horrorizada que se trataba del cadáver de una mujer joven. El cuerpo desnudo había sido cortado por la mitad a la altura de la cintura y drenado de sangre, y su rostro estaba cortado desde la comisura de los labios hasta las orejas, al estilo de una sonrisa de Glasgow. El cuerpo había sido lavado y limpiado (seguramente en una bañera) y dividido limpiamente en dos. Ya en el solar, la habían tendido de espaldas con las manos por encima de la cabeza y los codos doblados en ángulo recto. Le arrancaron el bazo, el corazón y los intestinos. Le mutilaron el pezón izquierdo, le cortaron el vientre un poco por encima de la entrepierna, le seccionaron un trozo del muslo izquierdo y le insertaron el pedazo en la vagina, la asfixiaron y le fracturaron las piernas con un bate, al igual que la cabeza. En la tierra cercana se veía la huella del talón de un zapato masculino junto a marcas que parecían de un vehículo, y en el fondo del terreno apareció un saco de cemento vacío con algunas gotas de agua ensangrentada.
La autopsia indicó que Short medía 1,65 m, pesaba 52 kg y tenía ojos azules, cabello marrón y dientes cariados. Había fuertes marcas en sus tobillos y muñecas hechas por una cuerda, lo que sugería que había permanecido maniatada al menos tres días, durante los cuales fue torturada con saña, como mostraban las numerosas laceraciones, golpes, cortes, quemaduras de cigarrillo y el pecho derecho despellejado, todo ello antes de morir. Se dijo que también había sido obligada a comer excremento, que se descubrió en su estómago, pero lo más probable es que se tratase de una transferencia de fluidos al realizarse la evisceración. Aunque el cráneo no estaba fracturado, Short tenía moretones en la parte frontal y derecha del cuero cabelludo, con una pequeña cantidad de sangre en el espacio subaracnoideo en el lado derecho. La causa de la muerte fue la pérdida de sangre de las laceraciones del rostro, combinado con el shock de una conmoción cerebral. Los dedos arrugados por la permanencia en el agua dificultaron la toma de huellas dactilares, pero comparándolas en su archivo descubrieron pronto su identidad al estar fichada, debido a su detención de 1943.

## Pesquisas e indicios
El 23 de enero de 1947, el asesino llamó al editor del periódico Los Angeles Examiner para expresar su preocupación porque no estaban siguiendo de cerca la noticia del asesinato. Entonces ofreció enviarle al editor elementos pertenecientes a Short. Al día siguiente llegó un paquete al periódico que contenía el certificado de nacimiento de Short, tarjetas, fotografías, nombres escritos en pedazos de papel, recortes de periódico acerca de la muerte del mayor Gordon Jr. y una libreta de direcciones con el nombre Mark Hansen en la tapa. Hansen, una de las últimas personas que vio a Short con vida (el 8 de enero —y hablaron por teléfono el 9—) se convirtió en sospechoso. Era el propietario de una sala de baile frecuentada por Short. Este club nocturno lo tenía cerca de su casa, donde él y su novia alojaron a la chica en varias ocasiones. Ellas se hicieron amigas y Hansen admitió que intentó tener sexo con Short, sin conseguirlo. La agenda era suya, sí, pero era Beth quien la usaba. Le habían arrancado una hoja y la policía interrogó a la larga lista de nombres que contenía. Todos contaron más o menos lo mismoː que habían conocido a Short en la calle o en un bar, que le habían invitado unas copas, alguno incluso a cenar, pero en cuanto veían que ella no estaba dispuesta a acostarse con ellos, se marchaban y no volvían a verla. Solamente tres hombres de la lista, que llegaron a ser novios efímeros y no ligues casuales de Beth, aseguraron que llegaron a conseguir sus favores. Esto también contradice un falso rumor según el cual la joven no podía tener relaciones sexuales completas debido a sus genitales infantiles (síndrome de Swyer). La autopsia indicaba que, en efecto, en ese aspecto no tenía ningún problema de salud.
El último acompañante fue Robert «Red» Manley, un comerciante de veinticinco años, casado, que la noche del 8 de enero detuvo su coche al verla caminando. Ella le explicó que no tenía a dónde ir y él la llevó a un motel. Aseguró que no tuvieron relaciones sexuales; de hecho, dijo que la chica se pasó la noche en pie, indispuesta debido a alguna comida que le había sentado mal. Por la mañana le contó que debía ir a la estación de autobús a dejar su maleta en consigna y luego al Hotel Cecil, donde se reuniría con su hermana Virginia (esto era mentira). Red la llevó a la estación y a eso de las seis y cuarto la dejó ante el hotel, se despidieron y regresó a casa. Nunca volvería a verla. Fue el principal sospechoso, pero su esposa confirmó que estuvo en casa la noche del 9 y pasó la prueba del polígrafo y años más tarde incluso la inyección de pentotal sódico (suero de la verdad). Tras efectuar un par de llamadas telefónicas, a las diez de la noche el recepcionista del hotel la vio cruzar el vestíbulo y salir, y ya no volvió nunca.
El asesino luego escribió más cartas al periódico, llamándose a sí mismo «el vengador de la Dalia Negra». El 25 de enero, el bolso y un zapato de Short fueron encontrados en un cubo de basura a corta distancia de la avenida Norton. Red Manley los reconoció. En algún momento entre el 10 y el 15 de enero, el asesino retiró la maleta de Short de la estación de autobús, sin que nadie reparara en ello. Ni la maleta ni su ropa se encontraron nunca.
Debido a la notoriedad del caso, más de cincuenta hombres y mujeres confesaron, adjudicándose el asesinato, y la policía se saturó con información cada vez que un periódico anunciaba el caso o el lanzamiento de un libro o de una película. El sargento St. John, un detective que trabajó en el caso hasta su jubilación, dijo: «Es asombroso cómo muchas personas señalan a un pariente como el asesino».
Gerry Ramlow, un reportero de Los Angeles Daily News, dijo: «Si el asesinato nunca se resolvió se debió a los reporteros… Estaban en él, pisoteando pruebas, reteniendo información». A la policía le llevó tiempo tomar control total de la investigación, y los reporteros recorrían libremente las oficinas de departamentos, se sentaban en sus escritorios y respondían a los teléfonos. Mucha información del público no llegó a la policía, ya que los periodistas se apresuraban a obtener las primicias".
Los Angeles Examiner y The Herald Express, dos de los muchos periódicos de William Randolph Hearst, frivolizaron el caso: el traje de chaqueta negro en el que Short fue vista por última vez se transformó en «una falda apretada y una blusa escarpada» y Elizabeth Short fue convertida por esa prensa sensacionalista en «La Dalia Negra», una «aventurera que merodeaba por Hollywood Boulevard». Con el tiempo esta cobertura de los medios de comunicación se volvió más extravagante, con exageraciones sobre su vida, cuando de hecho aquellos que la conocían informaron que Short no fumaba, no bebía ni jugaba; era una chica común que, consciente de su gran belleza, soñaba con ser actriz o modelo.

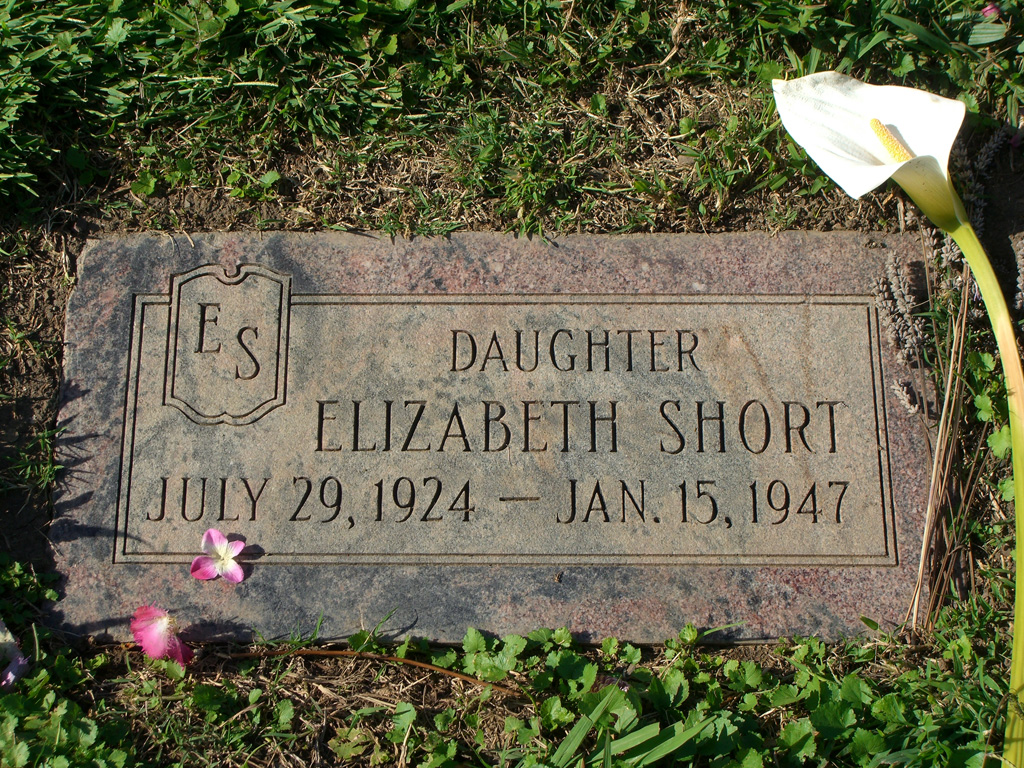
Tumba de Short ubicada en el cementerio Mountain View en Oakland, California, Estados Unidos.

Otro de los primeros sospechosos fue su propio padre, Cleo Short, pues vivía a tan solo cinco kilómetros de donde se encontró el cuerpo. Sin embargo, él dijo no saber nada de su hija desde hacía tres años ni quería saberlo. De hecho, se negó a reconocer el cadáver y tuvo que hacerlo la madre, quien tuvo que trasladarse desde el otro lado del país. La había engañado el editor de un periódico diciéndole que su hija había ganado un concurso de belleza y, tras dejarla hablar de su carácter, su vida y sus aspiraciones, le contaron que en realidad había sido víctima de un crimen espantoso. El cuerpo de Short fue enterrado en el cementerio Mountain View (en Oakland, California). Después de que sus hermanas crecieron y se casaron, su madre se mudó a Oakland para estar cerca de la tumba de su hija. Phoebe Short finalmente regresó a la costa este en la década de 1970 y vivió hasta la edad de noventa años.

## Rumores
Según informes de prensa poco después del asesinato, Short recibió el apodo de «Dalia Negra» en Long Beach en el verano de 1947, como una referencia en ese momento de la película La Dalia Azul (The Blue Dahlia) y por su costumbre, en sus últimos años, de vestir de negro porque contrastaba elegantemente con su palidez. Sin embargo, los investigadores del condado de Los Ángeles descubrieron que el apodo fue inventado por los reporteros de periódicos que cubrían el asesinato, impactados por la juventud y enorme belleza que resultó poseer la víctima. A Elizabeth Short no se la conoció como la Dalia Negra en vida, pues sus familiares y conocidos la llamaban Beth.
Un determinado número de personas (de las que ninguna conocía a Short en vida) contactó con la policía y con los periódicos y aseguraron haberla visto durante la primera semana de su desaparición, es decir, entre el 9 de enero y el momento en que su cuerpo fue encontrado el día 15 del mismo mes. La policía y los investigadores de Los Ángeles descartaron cada uno de estos supuestos avistamientos. Sin duda permaneció retenida en algún lugar, sospechando la policía en un sótano o bodega de alguna casa o anexo algo apartados en la zona norte de la ciudad.

## La teoría de Steve Hodel
En 1999, el investigador privado Steve Hodel descubrió en el álbum de fotos de su padre la fotografía de una mujer de piel clara y cabello oscuro. No la conocía, pero creyó que se parecía a la Dalia Negra. A partir de ese descubrimiento, Hodel llevó a cabo una larga investigación que lo convenció de que su padre había asesinado a Elizabeth Short.
George Hodel, el padre de Steve, había vivido en la misma ciudad que Short en la época en que ella murió. Muchos testigos afirmaron haberlos visto juntos e incluso hubo quien dijo que eran amantes. Cuando el cuerpo de Short apareció cortado por la mitad el 15 de enero de 1947, se creyó que la persona responsable de aquel corte tan limpio debía tener amplios conocimientos de medicina y, coincidentemente, George Hodel era médico. De hecho, su consultorio se encontraba a solo dos manzanas del Hotel Cecil, el último lugar donde Short fue vista con vida. Por otra parte, la posición en que se encontraba el cuerpo de Short cuando lo descubrieron resultaba muy poco común y, según Steve Hodel, se parecía al cuadro El minotauro, del autor surrealista Man Ray, amigo cercano del doctor Hodel. Otras pruebas que encontró Steve Hodel fueron: justo en enero de 1947 su padre había comprado unas bolsas de cemento para realizar reformas en su casa (en la escena del crimen se encontraron bolsas de cemento); un vecino dijo que, poco antes de aparecer el cadáver en Leimert Park, un auto negro parecido a un Ford Sedan modelo 1936 había pasado por ahí (George Hodel conducía un Packard Sedan negro del 36, un coche muy parecido); su padre se había quedado solo en la mansión que tenían en Hollywood (diseñada por Frank Lloyd Wright), pues Steve, sus hermanos y su madre se habían ido de la ciudad a una visita familiar justo cuando sucedió el asesinato; el tipo de letra que el asesino utilizó para escribir la carta que envió a la prensa se parece a la de su padre. Finalmente, Steve Hodel se puso en contacto con su hermana mayor, y ella le comentó que, mientras ella llevaba adelante el juicio en contra de su padre por abuso sexual, había escuchado que George Hodel era el principal sospechoso en el asesinato de la Dalia Negra. Entonces, Steve Hodel se puso en contacto con Brian Carr, el detective de la policía que se encargaba del caso. Carr le dijo a Steve Hodel que la mayor parte de los documentos del caso desaparecieron en la década de los cincuenta. Tiempo después, no obstante, Hodel descubrió que la policía había vigilado la casa de su padre mediante micrófonos secretos pues, efectivamente, era sospechoso del asesinato. Steve Hodel escuchó en las grabaciones (que se hicieron públicas en 2003) a su padre hablar de ciertos abortos clandestinos que él había realizado y dijo que era consciente de que la policía lo consideraba el asesino de la Dalia Negra, pero que nunca lo atraparían.
Según Hodel, a pesar de que la policía tenía muchas pruebas en contra de su padre, no lo apresó pues, al hacerlo, habría destapado una serie de tratos sucios entre los médicos y las fuerzas del orden para ocultar los abortos ilegales. Para Hodel, la policía optó por dejar libre a su padre a cambio de mantener una imagen limpia frente a los ciudadanos de Los Ángeles. Por su parte, George Hodel se fue del país en 1950 a Filipinas, en donde ejerció su profesión y conoció a su última esposa, con quien volvió a los Estados Unidos una década más tarde.

## En la cultura popular
En el videojuego L.A. Noire, en el departamento de homicidios investigan varios casos que parecen ser obra del asesino de la Dalia Negra, siendo al final encontrado y acribillado por el protagonista del juego. Sin embargo, al final el caso queda «abierto» porque el asesino resulta ser un familiar de un político muy importante y no se hace público que se ha acabado con él y su identidad.
En el videojuego Grand Theft Auto V se investiga sobre el asesinato de Leonora Johnson, cuyo caso es muy similar al de Elizabeth Short.
En el videojuego Skullgirls, la Dalia Negra aparece como un personaje miembro de las filas de la Mafia Medici y la guardia principal de Lorenzo Medici.
La Dalia Negra aparece brevemente en la primera temporada de American Horror Story: Murder House, donde se teoriza que es asesinada por un dentista.
La película de 2006 La dalia negra está basada en este caso.
El grupo de death metal The Black Dahlia Murder está basado en este asesinato.
El videoclip para la canción Candy Necklace de la cantante Lana Del Rey está basado en el caso de Elizabeth Short.